# Quadriênio
Quadriênio (português brasileiro) ou quadriénio (português europeu) é o período de tempo de quatro anos. É uma das unidades de tempo mais usadas atualmente. A maioria dos torneios esportivos internacionais do mundo, entre eles a Copa do Mundo e as Olimpíadas, acontecem uma vez a cada quadriênio. No Brasil, nos Estados Unidos e em muitos outros países ocidentais, o mandato dos cargos executivos e legislativos valem para um quadriênio. 
Geralmente o quadriênio é referido apenas com o ano de início e o ano de término (por exemplo, o quadriênio 2000-2004). Diferentemente de outras unidades, como o ano, a década e o século, não é uma unidade de tempo universal, geralmente usada apenas para se referir ao evento a que se presta.